# Грушевський Григорій Миколайович
Груше́вський Григо́рій Микола́йович (27 січня 1867, Шабельники — 1938) — український церковний та громадський діяч, протопоп Української автокефальної православної церкви. Брат щонайбільше в четвертому поколінні Михайла Грушевського, батько Сергія Грушевського.

## Біографія
Григорій Миколайович Грушевський (власноруч писав себе як Грушівський) народився 27 січня 1867 року в селі Шабельники Чигиринського повіту Київської губернії в сім'ї псаломщика.
Батько — Микола Левович Грушевський (1840, Шабельники — 26 січня 1913, Шабельники), все життя прожив у Шабельниках і 48 років пропрацював псаломщиком. Про його спів селяни казали: «ну наш Миколаша Леонтович як заспівають, то вже в церкві не заснеш». Захоплювався бджолярством та рибальством на Дніпрі. Із чисельного потомства дорослими стали тільки Григорій, його брат, який закінчив учительську семінарію, та сестра, яка закінчила двокласне жіноче училище.
Закінчив повний курс Київської духовної семінарії по другому розряду в 1890 році. Там увійшов до «української» групи, яку очолював його далекий родич Михайло Сергійович Грушевський. Після закінчення семінарії працював вчителем в церковно — парафіяльній школі Кам'янки на Чигиринщині. В 1892 році преосвященним Іринеєм призначений дяком в Ковалівку Васильківського повіту. 21 березня 1893 року за ухвалою Митрополита Київського та Галицького Іоаннікія висвячений преосвященним Сильвестром Канівським в братськім монастирі на священика Успенської церкви Мордви на Чигиринщині. За ухвалою Митрополита Київського та Галицького Іоаннікія на особисте прохання 25 листопада 1899 року переміщений священиком Святотроїцької церкви у Кримки Ставидлянської волості на Чигиринщині. 20 березня 1900 року духовною консисторією призначений окружним місіонером. З 15 березня 1906 року духовний слідчий.
За даними Леоніда Зашкільняка, у 1891 році Григорій Грушевський одружився з літераторкою Ольгою Володимирівною Ранцовою, яка переїхала до Києва з Петербурга і брала участь у семінарській громаді. Вінчання відбувалось у Києві. 1892 року у подружжя народився син Сергій, якого хрестив Михайло Грушевський.
У 1921 році Григорій Грушевський перейшов під юрисдикцію Української Автокефальної Православної Церкви. У 1923 році Всеукраїнський Православний Церковний Собор надав йому сан протопопа. У 1924 році Черкаська Православна Церковна Рада призначила його духовним окружним.
За даними, був арештований 1937 року, відбував покарання в сибірських таборах. Репресований в 1938 році.

## Нагороди
- Медаль «У пам'ять царювання імператора Олександра III».
- Набедреник (у 1902 році).
- Скуфія фіолетова (у 1905 році).
- Камилавка (у 1918 році).
- «Наперсний» хрест (у 1918 році) за працю пов'язану з побудовою нового цегляного храму[7].
- Палиця (у 1923 році) для носіння на службах.

## Родина
- Дружина — Грушевська (до шлюбу Ранцова) Ольга Володимирівна (14 квітня 1867 — 1945, Німеччина), донька Петербурзького губернського титулярного радника. Закінчила в Петербурзі гімназію княгині Оболенської з золотою медаллю та Петербурзькі вищі педагогічні курси.
- Син — Сергій (нар.24 червня 1892, Кам'янка), закінчив із золотою медаллю Златопільську чоловічу гімназію (випуск 1909 року[8]), потім У 1912 році Університет Святого Володимира зі срібною медаллю і залишений на кафедрі історії професорським стипендіатом. Одружений з Ольгою Никифорівною Левитською — донькою священика.
- Син — Лев (нар.16 травня 1894, Мордва, закінчив Златопільську чоловічу гімназію (випуск 1913 року, атестат № 608[9]), потім юридичний факультет Університету Святого Володимира з дипломом I ступеня. Одружений з Лідією Вікторівною Радзімовською — донькою священика.
- Син — Василь (28 грудня 1896 — 15 квітня 1915), закінчив Златопільську чоловічу гімназію (випуск 1914 року, атестат № 603[10]), потім Перше Київське військове училище з отриманням 1 грудня 1914 року звання прапорщика. Відбув на фронт Першої світової війни в 265 Вишневолоцький полк. Отримав значні поранення і 15 квітня 1915 року помер від ран. Тіло забране з фронту і поховане в Кримках. Посмертно 26 січня 1916 року батьку вручений Орден Святої Анни 4 ступеня з написом «За хоробрість»[11].
- Донька — Ярина (нар.11 вересня 1899). Закінчила гімназію О. Н. Єфимовської в Єлизаветграді. В шлюбі з професорським стипендіатом кафедри філософії Університету Святого Володимира Родіоном Васильовичем Кутеповим. Вдруге була одружена з етнічним німцем, під час Другої світової війни вивезла матір до Німеччини, де матір 1945 року померла.